# كينتا نيشيزاوا
كينتا نيشيزاوا (باليابانية: 西澤 健太) (مواليد 6 سبتمبر 1996) هو لاعب كرة قدم ياباني.

## وصلات خارجية
- كينتا نيشيزاوا على موقع رابطة كرة القدم اليابانية للمحترفين (اليابانية)
- كينتا نيشيزاوا على موقع قاعدة بيانات كرة القدم.إي يو (الإنجليزية)
- كينتا نيشيزاوا على موقع Soccerway.com (الإنجليزية)
- كينتا نيشيزاوا على موقع عالم كرة القدم.نت (الإنجليزية)